# Franz Bopp
Franz Bopp (n. 14 septembrie 1791, Mainz, Electoratul de Mainz⁠(d) – d. 23 octombrie 1867, Berlin, Confederația Germană de Nord) a fost un lingvist și filolog german, cunoscut pentru studiul comparat al limbilor indo-europene.
Cea mai valoroasă lucrare a sa, Vergleichende Grammatik des Sanskrit, Zend, Griechischen, Lateinischen, Litauischen, Gotischen und Deutschen („Gramatică comparativă a limbilor sanscrită, zend, greacă, latină, lituaniană, gotică și germană”) poate fi considerată începutul studiilor indo-europene ca disciplină academică.
A fost decorat cu ordinul Cavaler al clasei civile pentru Știință și Artă, ordin fondat de Frederic Wilhelm al IV-lea al Prusiei.

## Scrieri
- 1816: Über das Conjugationssystem der Sanskritsprache in Vergleichung mit jenem der griechischen, lateinischen, persischen und germanischen Sprache ("Asupra sistemului de conjugare al limbii sanscrite în comparație cu cel al limbilor greacă, latină, persană și germană")
- 1833 - 1852: Vergleichende Grammatik des Sanskrit, Zend, Griechischen, Lateinischen, Litauischen, Gotischen und Deutschen („Gramatică comparativă a limbilor sanscrită, zend, greacă, latină, lituaniană, gotică și germană”), prima analiză completă a limbilor indo-europene.
- 1836: Vocalismus, oder sprachvergleichende Kritiken, Berlin ("Vocalismul sau critică comparativă")
- 1839: Über die keltischen Sprachen, Berlin ("Asupra limbilor celtice")
- 1841: Über die Verwandtschaft der malaiisch-polynesischen Sprachen mit dem Indogermanischen, Berlin ("Despre înrudirea limbilor malaio-polineziene cu indogermanica")
- 1847: Über die kaukasischen Glieder des indo-europäischen Sprachstammes, Berlin ("Despre membrii caucazieni ai trunchiului indo-european")
- 1853: Über die Sprache der alten Preußen, Berlin ("Despre limba vechilor prusaci")
- 1854: Vergleichendes Accentuationssystem, Berlin ("Sistem de accentuare comparativ")
- 1855: Über das Albanesische in seinen verwandtschaftlichen Beziehungen, Berlin ("Asupra limbii albaneze și relațiile sale de înrudire").